# Seven Days Walking (Day 3)
Seven Days Walking (Day 3) è un album di Ludovico Einaudi pubblicato il 17 maggio 2019, terza parte del progetto Seven Days Walking.
Campfire è stato pubblicato come singolo il 3 maggio 2019 e Fox Tracks il 10 maggio 2019.

## Tracce
Musiche di Ludovico Einaudi.
1. Low Mist Var. 1 – 5:55
2. Gravity – 5:53
3. Golden Butterflies – 5:53
4. The Path Of The Fossils – 8:51
5. Campfire – 4:31
6. A Sense of Symmetry – 2:27
7. Fox Tracks – 4:18
8. View From The Other Side – 4:23
9. Full Moon – 3:39
10. Matches – 2:52
11. Cold Wind – 4:33
12. Ascent – 6:24

Durata totale: 59:39

## Formazione
- Ludovico Einaudi: Piano
- Federico Mecozzi: Violino,Viola
- Redi Hasa: Cello